# Abrostola agnorista
Abrostola agnorista är en fjärilsart som beskrevs av Claude Dufay 1956. Abrostola agnorista ingår i släktet Abrostola och familjen nattflyn. Inga underarter finns listade i Catalogue of Life.